# Monochamus ochreopunctatus
Monochamus ochreopunctatus là một loài bọ cánh cứng trong họ Cerambycidae.